# 煎血
煎血是流行于安阳，邯郸的一种小吃，主要材料为猪血，也可以用羊血。
其做法是烧热的铁板上倒上油，待油热后将切片的猪血放置其上，煎到焦黄发黑基本就熟了，食用时一般蘸盐水蒜汁。